# Ogniomistrz

dystynkcja ogniomistrza PSP

Ogniomistrz (ogn.) – stopień podoficerski w Wojsku Polskim i Państwowej Straży Pożarnej.
W Państwowej Straży Pożarnej niższym stopniem jest młodszy ogniomistrz, a wyższym starszy ogniomistrz.
5 sierpnia 1919 roku Minister Spraw Wojskowych zatwierdził tytulaturę stopni podoficerskich i żołnierskich w artylerii. Stopień ogniomistrza w artylerii był odpowiednikiem stopnia sierżanta w piechocie.
W Wojsku Polskim odpowiada mu stopień sierżanta. W policji odpowiednikiem tego stopnia jest starszy sierżant Policji.
W wojskach rakietowych i artylerii odpowiadał stopniowi sierżanta. W Siłach Zbrojnych PRL należał do grupy podoficerów starszych.
Ustawa o powszechnym obowiązku obrony Rzeczypospolitej Polskiej w 2016 roku nie przewidywała takiego stopnia.